# Criteris i classificació d'Anthonisen
La classificació d'Anthonisen és una escala utilitzada en medicina per determinar l'ús d'antibiòtics en les exacerbacions agudes de la malaltia pulmonar obstructiva crònica (MPOC). Es basa en tres símptomes cardinals: dispnea, volum i purulència de l'esput.

## Criteris d'Anthonisen
Es basa en presència de tres signes clínics descrits com a "cardinals" de la MPOC, aquests signes són:
- Increment de la dispnea
- Increment del volum d'esput
- Increment de la purulència d'esput

## Classificació d'Anthonisen
Es fa d'acord a la presència d'un, dos o els tres símptomes cardinals esmentats.
| Tipus | Severitat | Característica                                                                    |
| ----- | --------- | --------------------------------------------------------------------------------- |
| I     | Severa    | Presència dels tres criteris.                                                     |
| II    | Moderada  | Presència de dos criteris.                                                        |
| III   | Lleu      | Presència d'un criteri. més tos, sibilàncies, taquicàrdia, taquipnea, febre, etc. |